# Creepy Past
Creepy Past es una historieta italiana fantástica y de terror para adolescentes de la casa Sergio Bonelli Editore, creada por los guionistas Bruno Enna y Giovanni Di Gregorio y el dibujante Giovanni Rigano en 2017.
La serie pertenece a la línea "Young" de Bonelli. El número cero apareció en noviembre de 2017, mientras que el número uno fue estrenado en mayo de 2018.

## Argumento
La Fundación REM es un instituto que aparentemente se dedica al estudio de los trastornos del sueño. Su fundador, Ossian, un genio de renombre internacional, ha desaparecido en circunstancias misteriosas.
A la REM llega Ester, una chica que está tras la pista de un amiga y de una monstruosa criatura, y aquí conoce a Qiro, un chico atormentado por acúfenos y voces misteriosas, quien ha sido obligado por sus padres a curarse en el instituto contra su voluntad. Junto a otros jóvenes pacientes, como Liam y Norma, los dos amigos se darán cuenta de que los creepypastas llenos de monstruos, espectros y asesinos no son sólo leyendas urbanas.

## Crossovers
El universo de Creepy Past apareció en un álbum especial de Dylan Dog, editado en agosto de 2018.